# Before Snowfall
Pour plus de détails, voir Fiche technique et Distribution.
Before Snowfall (Før snøen faller) est un film norvégien réalisé par Hisham Zaman, sorti en 2013.

## Synopsis
Siyar, jeune kurde irakien, est chargé de retrouver sa sœur qui a fui le jour même de son mariage.

## Fiche technique
- Titre original : Før snøen faller
- Titre français : Before Snowfall
- Réalisation : Hisham Zaman
- Scénario : Hisham Zaman et Kjell Ola Dahl
- Photographie : Marius Matzow Gulbrandsen
- Musique: David Reyes
- Pays d'origine : Norvège
- Format : Couleurs - 35 mm
- Genre : drame
- Durée : 96 minutes
- Date de sortie : 2013

## Distribution
- Abdullah Taher : Siyar
- Suzan Ilir : Evin
- Bahar Ozen : Nermin

## Prix
- 2013 : Dragon du meilleur film nordique au Festival international du film de Göteborg.
- 2013 : Meilleure photographie au Festival du film de Tribeca 2013.